# 南極座β
南極座β，又名CP-82 889，HD 214846、SAO 258941、HR 8630，是南極座的一颗恒星，视星等为4.15，位于銀經308.35，銀緯-34.38，其B1900.0坐标为赤經22h 35m 51.2s，赤緯-81° -34.38′ 21″。